# Укридж (цикл рассказов)
«Укридж» (англ. Ukridge) — цикл рассказов, написанный П. Г. Вудхаузом. В Великобритании был опубликован 3 июня 1924 года издательством Herbert Jenkins (Лондон), в США — 19 марта 1926 года издательством George H. Doran Company (Нью-Йорк) под названием He Rather Enjoyed It. В цикл входит десять рассказов о молодом англичанине Стэнли Укридже (повествование ведется от лица его друга Джеймса Коркорана).
Первоначально рассказы из цикла печатались в журналах «Strand» (в Великобритании) и «Cosmopolitan» (в США).

## Укридж
Укридж — молодой англичанин, авантюрист, постоянно пытающийся разбогатеть и строящий для этой цели различные планы. Почти всегда его планы проваливаются, а так как у него нет постоянной работы, он вынужден занимать деньги у своих приятелей (или вовсе брать у них нужные ему вещи без спроса).
У Стэнли есть тётя, мисс Джулия Укридж, известная романистка. Они часто находятся в ссоре из-за тех или иных проделок Укриджа, например, кражи собак у тёти . Но когда они мирятся, Укридж живёт в доме своей тёти на её средства.

## Рассказы
В цикл входит десять рассказов, впервые издававшихся в журналах «Cosmopolitan» и «Strand» в 1923—1924 годах.
- «Укриджский Собачий Колледж»
  - США: Cosmopolitan, апрель 1923
  - Великобритания: Strand, май 1923
- «Укриджский Синдикат Несчастных Случаев»
  - США: Cosmopolitan, май 1923
  - Великобритания: Strand, июнь 1923
- «Дебют Боевого Билсона»
  - США: Cosmopolitan, июнь 1923
  - Великобритания: Strand, июль 1923
- «Неотложная помощь Доре»
  - США: Cosmopolitan, июль 1923
  - Великобритания: Strand, август 1923
- «Возвращение Боевого Билсона»
  - США: Cosmopolitan, август 1923
  - Великобритания: Strand, сентябрь 1923
- «Укридж протягивает ей руку помощи»
  - США: Cosmopolitan, сентябрь 1923
  - Великобритания: Strand, октябрь 1923
- «Не зазвонят ему свадебные колокола»
  - США: Cosmopolitan, октябрь 1923
  - Великобритания: Strand, ноябрь 1923
- «Длинная рука Чокнутого Коута»
  - США: Cosmopolitan, ноябрь 1923
  - Великобритания: Strand, декабрь 1923
- «Конец Боевого Билсона»
  - США: Cosmopolitan, декабрь 1923
  - Великобритания: Strand, январь 1924
- «Укридж выходит с честью из опасного положения»
  - США: Cosmopolitan, январь 1924
  - Великобритания: Strand, февраль 1924

Укридж также появлялся в романе «Любовь среди кур», написанном Вудхаузом в 1906 году.